# Akodon toba
Akodon toba es una especie de roedor de la familia Cricetidae.

## Distribución geográfica
Se encuentra en Argentina, Bolivia y Paraguay.